# Lista odcinków serialu Nie ma mowy
Lista odcinków serialu telewizyjnego Nie ma mowy – emitowanego przez amerykańską stację telewizyjną ABC od 21 września 2016 roku do 12 kwietnia 2019 roku. Powstały trzy sezony, które składają się łącznie z 63 odcinków. Od 3 czerwca 2017 roku do 16 czerwca 2019 serial był emitowany w Polsce przez Fox Comedy.
| Sezon | Odcinki | Oryginalna emisja   | Oryginalna emisja | Oryginalna emisja | Oryginalna emisja | Oryginalna emisja |
| Sezon | Odcinki | Premiera sezonu     | Finał sezonu      | Premiera sezonu   | Finał sezonu      |                   |
| ----- | ------- | ------------------- | ----------------- | ----------------- | ----------------- | ----------------- |
| 1     | 23      | 21 września 2016    | 17 maja 2017      | 3 czerwca 2017    | 8 lipca 2017      |                   |
| 2     | 18      | 27 września 2017    | 21 marca 2018     | 27 maja 2018      | 22 lipca 2018     |                   |
| 3     | 22      | 5 października 2018 | 12 kwietnia 2019  | 7 kwietnia 2019   | 16 czerwca 2019   |                   |

## Sezon 1 (2016-2017)
| Nr | #  | Tytuł                                                                        | Reżyseria         | Scenariusz                                  | Premiera w ABC       | Premiera w Fox Comedy |
| -- | -- | ---------------------------------------------------------------------------- | ----------------- | ------------------------------------------- | -------------------- | --------------------- |
| 1  | 1  | Przeprowadzka P-i-Pilot                                                      | Christine Gernon  | Scott Silveri                               | 21 września 2016     | 3 czerwca 2017        |
| 2  | 2  | Nowy pomocnik N-e-New A-i-Aide                                               | Christine Gernon  | Scott Silveri                               | 28 września 2016     | 3 czerwca 2017        |
| 3  | 3  | Ognisko B-o-n-Bonfire                                                        | Bill Purple       | Danny Chun                                  | 5 października 2016  | 3 czerwca 2017        |
| 4  | 4  | Inspiracje I-n-s-Inspirations                                                | Christine Gernon  | Seth Kurland                                | 12 października 2016 | 3 czerwca 2017        |
| 5  | 5  | Halloween H-a-l-- Halloween                                                  | Christine Gernon  | Seth Kurland                                | 26 października 2016 | 10 czerwca 2017       |
| 6  | 6  | Randka? D-a-t-e-Date?                                                        | Phil Traill       | Danny Chun, Mark Kunerth                    | 9 listopada 2016     | 10 czerwca 2017       |
| 7  | 7  | Dzień Dziękczynienia T-h-a-Thanksgiving                                      | Claire Scanlon    | Eric Lapidus                                | 16 listopada 2016    | 10 czerwca 2017       |
| 8  | 8  | Niepunktualni R-a-y-c-Ray-Cation                                             | Bill Purple       | Carrie Rosen, Seth Kurland                  | 30 listopada 2016    | 10 czerwca 2017       |
| 9  | 9  | Hokej S-l-Sled H-o-Hockey                                                    | Ken Whittingham   | Elizabeth Beckwith, Ron McCants             | 7 grudnia 2016       | 17 czerwca 2017       |
| 10 | 10 | Kierowany impulsem, JJ chce dołączyć do drużyny hokejowej, która C-h-o-Choir | Christine Gernon  | Jeremy Bronson, Niki Schwartz-Wright        | 14 grudnia 2016      | 17 czerwca 2017       |
| 11 | 11 | Wycieczka R-o-Road T-r-Trip                                                  | Ben Lewin         | Dan Holden, Miriam Datskovsky               | 4 stycznia 2017      | 17 czerwca 2017       |
| 12 | 12 | Bohater H-e-r-Hero                                                           | Victor Nelli, Jr. | Carrie Rosen                                | 11 stycznia 2017     | 17 czerwca 2017       |
| 13 | 13 | Chorobowe S-i-Sick D-a-Day                                                   | Bill Purple       | Elizabeth Beckwith & Seth Kurland           | 18 stycznia 2017     | 24 czerwca 2017       |
| 14 | 14 | Walentynki V-a-l-Valentines D-a-Day                                          | Stuart McDonald   | Shana Goldberg-Meehan, Niki Schwartz-Wright | 8 lutego 2017        | 24 czerwca 2017       |
| 15 | 15 | Klub T-h-The C-l-Club                                                        | Christine Gernon  | Danny Chun, Mark Roller                     | 15 lutego 2017       | 24 czerwca 2017       |
| 16 | 16 | Oscarowa impreza O-s-- Oscar -P-a- Party                                     | Christine Gernon  | Danny Chun, Scott Silveri                   | 22 lutego 2017       | 24 czerwca 2017       |
| 17 | 17 | Niespodzianka! S-u-r-- Surprise                                              | Michael Weaver    | Dan Holden                                  | 8 marca 2017         | 1 lipca 2017          |
| 18 | 18 | Wgniecenie D-I – Din                                                         | Cherie Nowlan     | Matt Roller                                 | 15 marca 2017        | 1 lipca 2017          |
| 19 | 19 | Oszust C-h-- Cheater!                                                        | Michael Weaver    | Ron McCants                                 | 5 kwietnia 2017      | 1 lipca 2017          |
| 20 | 20 | Uciekinier R-u-n-Runaway                                                     | Claire Scanlon    | Mark Kunerth                                | 26 kwietnia 2017     | 1 lipca 2017          |
| 21 | 21 | Szkolny bal P-r-Prom                                                         | Bill Purple       | Elizabeth Beckwith, Eric Lapidus            | 3 maja 2017          | 8 lipca 2017          |
| 22 | 22 | May i Jay M-a-May-Jay                                                        | Geeta Patel       | Miriam Datshovsky, Bryan Keefer             | 10 maja 2017         | 8 lipca 2017          |
| 23 | 23 | Obóz C-a-Camp                                                                | Christine Gernon  | Matt Roller, Danny Chun                     | 17 maja 2017         | 8 lipca 2017          |

## Sezon 2 (2017-2018)
| Nr | #  | Tytuł                                                       | Reżyseria         | Scenariusz                                    | Premiera w ABC       | Premiera w Fox Comedy |
| -- | -- | ----------------------------------------------------------- | ----------------- | --------------------------------------------- | -------------------- | --------------------- |
| 24 | 1  | Wróciliśmy! W-e-We're B-a-Back!                             | Christine Gernon  | Scott Silveri                                 | 27 września 2017     | 27 maja 2018          |
| 25 | 2  | Pierwszy dzień F-i-First S-e-Second F-First Day             | Rob Cohen         | Danny Chun                                    | 4 października 2017  | 27 maja 2018          |
| 26 | 3  | Marzenie JJ-a J-J's D-r-Dream                               | Christine Gernon  | Seth Kurland                                  | 11 października 2017 | 3 czerwca 2018        |
| 27 | 4  | Dzień szkolenia T-r-Training D-a-Day                        | Bill Purple       | Carrie Rosen                                  | 18 października 2017 | 3 czerwca 2018        |
| 28 | 5  | Koszmar na ulicy DiMeo N-i-Nightmares on D-i-Dimeo S-Street | Christine Gernon  | Matt Roller                                   | 25 października 2017 | 10 czerwca 2018       |
| 29 | 6  | Swatanie S-H-- Shipping                                     | Jay Chandrasekhar | Niki Schwartz-Wright                          | 1 listopada 2017     | 10 czerwca 2018       |
| 30 | 7  | Brytyjska inwazja B-R-I-- British I-N-V-- Invasion          | Bill Purple       | Tim Doyle                                     | 15 listopada 2017    | 17 czerwca 2018       |
| 31 | 8  | Wycieczka na uniwersytet B-I-- BIKINI U-N-- UNIVERSITY      | Erin O'Malley     | Danny Chun                                    | 29 listopada 2017    | 17 czerwca 2018       |
| 32 | 9  | Gwiezdne wojny S-T-- STAR W-- WARS W-- WARS                 | Stuart McDonald   | Matt Roller, Seth Kurland, Danny Chun         | 6 grudnia 2017       | 24 czerwca 2018       |
| 33 | 10 | Cicha noc S-i-Silent Night                                  | Christine Gernon  | Shana Goldberg-Meehan, Dan Holden, Danny Chun | 13 grudnia 2017      | 24 czerwca 2018       |
| 34 | 11 | Sylwester N-e-New Y-Year's E-Eve                            | Ken Whittingham   | Danny Chun, Matt Roller, Scott Silveri        | 3 stycznia 2018      | 1 lipca 2018          |
| 35 | 12 | Bieganina The H-u-s-Hustle                                  | Rob Cohen         | Seth Kurland, Carrie Rosen                    | 10 stycznia 2018     | 1 lipca 2018          |
| 36 | 13 | Akademia DiMeo D-i-Dimeo A-c-Academy                        | Tristram Shapeero | Danny Chun, Matt Roller                       | 17 stycznia 2018     | 8 lipca 2018          |
| 37 | 14 | Osiemnastolatek E-i-Eighteen                                | Christine Gernon  | Dan Holden                                    | 28 lutego 2018       | 8 lipca 2018          |
| 38 | 15 | Niezapomniany ból U-n-Unforgettable P-a-Pain                | Anya Adams        | Elizabeth Beckwith                            | 7 marca 2018         | 15 lipca 2018         |
| 39 | 16 | Zagniewana Maya One A-n-Angry M-Maya                        | Bill Purple       | Carrie Rosen & Zach Anner                     | 14 marca 2018        | 15 lipca 2018         |
| 40 | 17 | Akcja A-c-Action                                            | Rob Cohen         | Danny Chun & Matt Roller                      | 14 marca 2018        | 22 lipca 2018         |
| 41 | 18 | Laureat N-o-Nominee                                         | Christine Gernon  | Scott Silveri, Danny Chun, Matt Roller        | 21 marca 2018        | 22 lipca 2018         |

## Sezon 3 (2018-2019)
| Nr | #  | Tytuł                                          | Reżyseria         | Scenariusz                             | Premiera w ABC       | Premiera w Fox Comedy |
| -- | -- | ---------------------------------------------- | ----------------- | -------------------------------------- | -------------------- | --------------------- |
| 42 | 1  | Londyn – część pierwsza L-o-n-London: Part 1   | Christine Gernon  | Scott Silveri, Seth Kurland            | 5 października 2018  | 7 kwietnia 2019       |
| 43 | 2  | Londyn – część druga L-o-n-London: Part 2      | Christine Gernon  | Matt Roller, Danny Chun                | 12 października 2018 | 7 kwietnia 2019       |
| 44 | 3  | Tajemnice lasu I-n-Into the W-o-Woods          | Tristam Shapeero  | Matt Roller                            | 19 października 2018 | 14 kwietnia 2019      |
| 45 | 4  | Nowy JJ N-e-New J.J.                           | Bill Purple       | Carrie Rosen                           | 2 listopada 2018     | 14 kwietnia 2019      |
| 46 | 5  | Mama na scenie S-t-Stage Mom                   | Bill Purple       | Danny Chun, Scott Silveri              | 9 listopada 2018     | 21 kwietnia 2019      |
| 47 | 6  | Apartament dla gwiazdy C-e-Celebrity S-u-Suite | Christine Gernon  | Seth Kurland                           | 16 listopada 2018    | 21 kwietnia 2019      |
| 48 | 7  | Koniec wieńczy dzieło F-o-Follow T-h-r-Through | Bill Purple       | Elizabeth Beckwith, Dan Holden         | 7 grudnia 2018       | 28 kwietnia 2019      |
| 49 | 8  | Świąteczny maraton J-i-Jingle T-h-Thon         | Rob Cohen         | Greg Gallant                           | 14 grudnia 2018      | 28 kwietnia 2019      |
| 50 | 9  | Spodnie Javiera J-a-Javier's P-a-Pants         | Bill Purple       | Joshua Corey & Brian Kratz             | 4 stycznia 2019      | 5 maja 2019           |
| 51 | 10 | Wzór na kółkach R-o-Roll M-o-Model             | Christine Gernon  | Joshua Corey, Brian Kratz, Matt Roller | 11 stycznia 2019     | 5 maja 2019           |
| 52 | 11 | Hej, ty! H-Hey, You                            | Molly McGlynn     | Carrie Rosen, Rosie Borchert           | 18 stycznia 2019     | 12 maja 2019          |
| 53 | 12 | Nasza apokalipsa O-Our M-a-g-Mageddon          | Christine Gernon  | Seth Kurland, Matt Roller              | 25 stycznia 2019     | 12 maja 2019          |
| 54 | 13 | Moda dla każdego F-a-Fashion 4 A-All           | Anya Adams        | Danny Chun, Greg Gallant               | 1 lutego 2019        | 19 maja 2019          |
| 55 | 14 | Jimmy Walentynka J-i-Jimmy V-a-l-Valentine     | Bill Purple       | Elizabeth Beckwith                     | 15 lutego 2019       | 19 maja 2019          |
| 56 | 15 | Wieczór gier G-a-Game N-i-Night                | Anya Adams        | Seth Kurland, Erik Wojtanik            | 22 lutego 2019       | 26 maja 2019          |
| 57 | 16 | Planeta wózków W-h-Wheelchair P-l-Planet       | Christine Gernon  | Matt Roller, Scott Silveri             | 1 marca 2019         | 26 maja 2019          |
| 58 | 17 | Wyjątkowy chłopak S-p-Special B-Boy T-i-Time   | Rob Cohen         | Broti Gupta                            | 8 marca 2019         | 2 czerwca 2019        |
| 59 | 18 | Koreańscy bracia S-e-Seoul B-r-Brothers        | Bill Purple       | Danny Chun                             | 15 marca 2019        | 2 czerwca 2019        |
| 60 | 19 | Zaproszenie na bal P-r-o-m-p-Promposal         | Anya Adams        | Dan Holden                             | 22 marca 2019        | 9 czerwca 2019        |
| 61 | 20 | Znowu w drodze On the R-o-Road A-g-Again       | Jay Chandrasekhar | Matt Roller, Carrie Rosen              | 29 marca 2019        | 9 czerwca 2019        |
| 62 | 21 | Schody The S-t-a-Staircase                     | Danny Chun        | Zach Anner, Greg Gallant               | 5 kwietnia 2019      | 16 czerwca 2019       |
| 63 | 22 | Niewykonalne U-n-r– Unrealistic                | Bill Purple       | Scott Silveri, Matt Roller             | 12 kwietnia 2019     | 16 czerwca 2019       |